# دان جونسون (سياسي أمريكي، مواليد 1936)
دان جونسون (بالإنجليزية: Dan Johnson)‏ هو سياسي أمريكي، ولد في 18 أغسطس 1936 في هايز في الولايات المتحدة، وتوفي في 29 يونيو 2014. نشط حزبياً في الحزب الجمهوري. وقد انتخب عضو مجلس نواب كنساس.